# Konstanty Buszczyński
Konstanty Wiktor Buszczyński  (ur. 19 września 1856 w majątku Niemiercze na Podolu, zm. 12 stycznia 1921 w Krakowie) – ziemianin, hodowca roślin, urzędnik konsularny.

## Życiorys
Syn Stefana i Heleny z Hlebickich-Józefowiczów. Poślubił Jadwigę Dmochowską z którą miał sześcioro dzieci.
Ukończył Szkołę realną w Dreźnie. Rozpoczął studia na Politechnice Drezdeńskiej by po niedługim czasie przenieść się na Politechnikę w Rydze. Studiował krótko na Wydziale Chemicznym (1877–1878) oraz po przenosinach na Uniwersytecie Lwowskim (1878–1880). Ostatnim przystankiem w poszukiwaniach naukowych była ponownie Politechnika Ryska i jej Wydział Rolniczy, którego dyplom uzyskał z wyróżnieniem w 1883. W trakcie studiów został przyjęty do korporacji akademickiej Arkonia.
Po studiach pracował w swoim majątku Niemiercze na Podolu, gdzie w 1886 objął w administrację stacje badawczą i hodowli nasion. Od 1892 był jej kierownikiem oraz współwłaścicielem pod nazwą K. Buszczyński & M. Łążowski, celując w hodowli buraka cukrowego i zbóż. W 1906 w nabytym majątku Górka Narodowa koło Krakowa rozpoczął hodowlę i selekcję buraka cukrowego (firma Hodowla Buraków Cukrowych), uzyskując jego wysokocukrowe odmiany i zdobywając rynki zbytu nasion także za granicą. Jego firma posiadała fermy w Kalifornii i Utah. W latach 1910–1912 przebywał w USA. W 1918 opublikował Wrażenia z Ameryki. Z uwagi na te doświadczenie minister Leon Wasilewski powierzył mu zorganizowanie pierwszego polskiego konsulatu w USA – w Nowym Jorku, w którym pełnił obowiązki konsula generalnego (1919). Został odwołany ze stanowiska przez premiera Ignacego Paderewskiego za uczestnictwo w kongresie Komitetu Obrony Narodowej w Bostonie, ugrupowania popierającego Józefa Piłsudskiego. 
Przed śmiercią wrócił do Kraju.
Pochowany został na cmentarzu Rakowickim w Krakowie (pas 6, zach.).

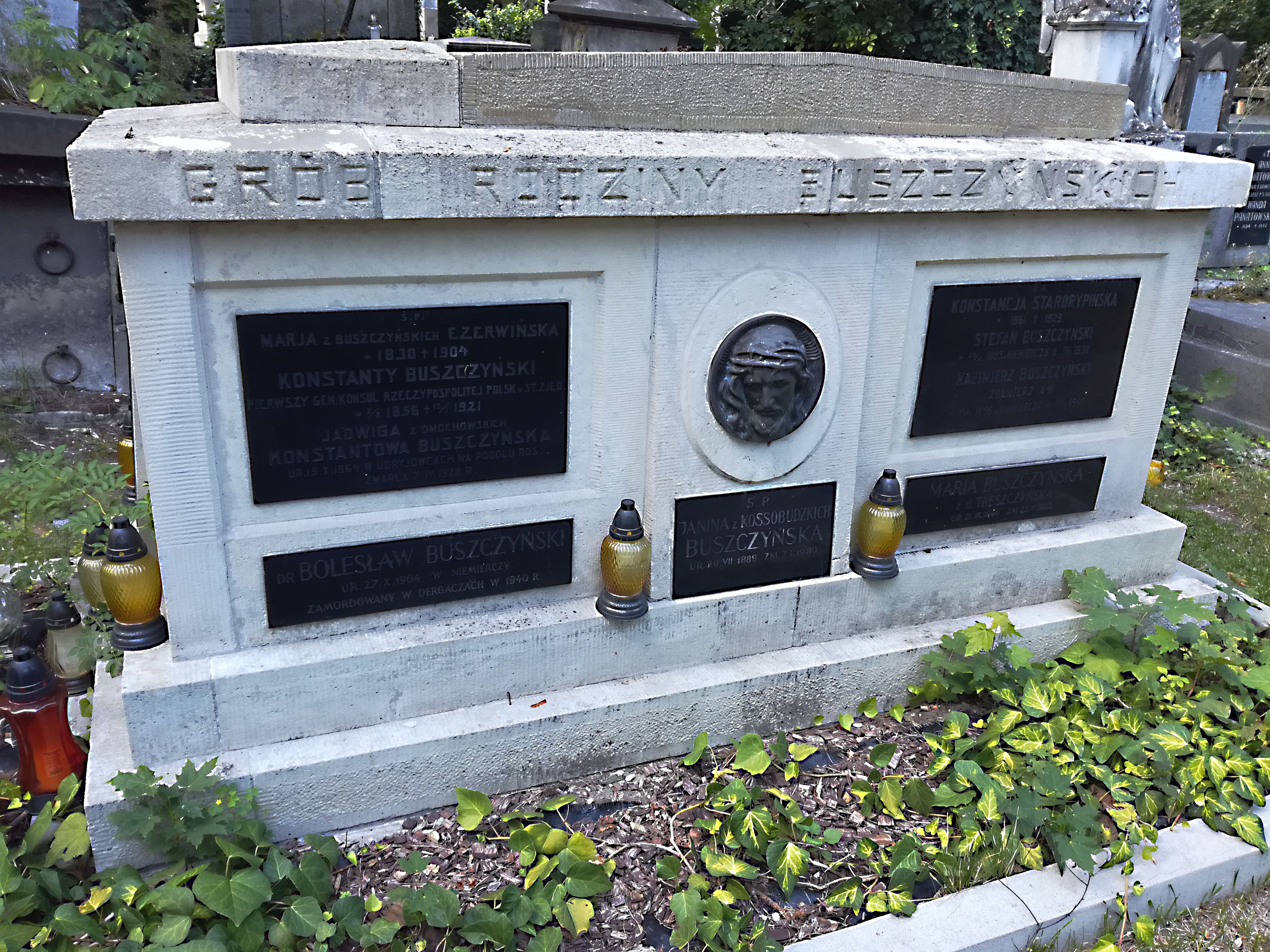
Grób Konstantego Buszczyńskiego na cmentarzu Rakowickim

## Literatura dodatkowa
- Zygmunt Przyrembel: Buszczyński Konstanty. W: Polski Słownik Biograficzny. T. 3: Brożek Jan – Chwalczewski Franciszek. Kraków: Polska Akademia Umiejętności – Skład Główny w Księgarniach Gebethnera i Wolffa, 1937, s. 146–147. Reprint: Zakład Narodowy im. Ossolińskich, Kraków 1989, ISBN 83-04-03291-0
- Karolina Grodziska-Ożóg, Cmentarz Rakowicki w Krakowie (1803-1939), wyd. II, Wydawnictwo Literackie, Kraków 1987